# Тамира Пашек
Тамира Пашек  (на немски: Tamira Paszek) е професионална тенисистка от Австрия. Към тениса се насочва по препоръка на своята майка Франсоаз Пашек.

## Кариера
През 2005 г. Пашек е финалистка в юношеското издание на турнира „Уимбълдън“, а през следващата година отново играе във финалния мач на друго състезание от Големия шлем „Откритото първенство на САЩ“.
В началото на 2006 г. набиращата скорост австрийска тенисистка се изкачва до 259-а позиция в Световната ранглиста на женския тенис, а в края на календарната година попада и в Топ 200.
През 2007 г., бележи ново сериозно изкачване в Световната ранглиста, след изключително убедителни игри. Първо достига до осминафиналната фаза на „Уимбълдън“, където е надиграна от рускинята Светлана Кузнецова, а по-късно през годината се класира и за четвърти кръг на „Откритото първенство на САЩ“, където е победена от Анна Чакветадзе. Австрийската тенисистка постига върховата 35-а позиция в Световната ранглиста за годината.
На 18.09.2006 г. младата надежда на австрийския тенис постига и първата си шампиоска титла от календара на Световната тенис-асоциация (WTA). Това се случва на турнира „Банка Копер Словения Оупън“, където във финала, австрийката се налага над представителката на Италия Мария Елена Камерин с резултат 7:5, 6:1. В спортната си биография, има и един загубен финал на сингъл от швейцарката Пати Шнидер на турнира на остров Бали през 2008 г.
През 2005 г. печели турнира „Алианц Къп“ в София на сингъл и двойки. В този турнир тя си партнира с хърватската тенисистка Саня Анчич, заедно с която побеждават във финалната среща бразилката Жоана Кортес и Каролина Косинска.
На 29 май 2010 г. участва в турнира в турския град Измир, който е от официалния календар на Международната тенис-федерация (ITF). Във финалната среща тя надиграва представителката на домакините Чагла Буюкакчай с резултат 6:2, 6:3. В рамките на същия турнир, но в мачовете на двойки, Тамира Пашек печели титлата заедно с бразилската си партньорка Мария-Фернанда Алвеш. Във финалния мач австро-бразилския дует надделява над Чагла Буюкакчай и Пемра Йозген от Турция с резултат 6:2, 6:1.
На 19.09.2010 г. печели титлата на сингъл от турнира „Бел Чалъндж“ в Квебек. Във финалната среща, тя преодолява съпротивата на своята американска опонентка Бетани Матек-Сандс с резултат 7:6,2:6 и 7:5.